# NCore
Az nCore magyar és angol nyelven elérhető torrentoldal. 2025-ben az oldal már több mint 1,8 millió regisztrált felhasználóval rendelkezik. A regisztráció meghívásos alapon történik.

## Története

### Alapítás és kezdetek (2005–2007)
- Az oldal Endless néven indult 2005. január 16-án.
- Az Endless szerverproblémái miatt saját szervermotorra váltottak a korábban használt TBsource helyett.
- Az Endless és a Skyline torrentoldalak egyesülése után Endless-Skyline néven működött tovább.
- 2007. június 26-án váltott nevet nCore-ra.[1]

### Fontosabb események
- 2010. június 18. – Rendőrségi rajtaütés során lefoglalták az oldal seed-szervereit, ami komoly hatással volt a torrentoldal működésére.[2][3]
- 2011. szeptember – Az arányrendszer megszüntetésre került, így az oldal működési mechanizmusában jelentős változások történtek.[4]
- 2012. április – Tulajdonosváltás történt[5], és egy rövid ideig elérhető volt az SMS-es regisztráció, amely új felhasználók számára tette lehetővé a belépést az oldalra.[6]
- 2014. május – Az nCore hivatalos Facebook-oldala létrejött, ezzel bővítve a közösségi médiás jelenlétét. Előtte már Twitter-oldala és blogja is volt az oldalnak.[6]
- 2014. november 7. – A TheShowCrew zenei együttes az nCore-on mutatta be új, Kistesó[7] című kislemezét. Ez volt az első alkalom, hogy zenei együttes kislemeze jelent meg az oldalon.[8]
- 2015. augusztus – Ismeretlen támadók kihasználták az oldal egy hibáját, amelynek következtében több felhasználót egy hamis weboldalra irányítottak, és ott próbálták adatokat megszerezni.[9][10]
- 2020. október – Az nCore leállította egy programozó által készített ingyenes keresőt, amely a felhasználók számára lehetővé tette a gyorsabb torrent keresést.[11]